# Danses del Corpus Christi de València
Les Danses del Corpus Christi de València són un conjunt de diversos balls, interpretats tant per nens com per adults, que des dels primers moments de la institució de la processó del Corpus Christi de la ciutat de València, van formar part del seguici.

## Història
Durant un temps aquestes danses, que es feien el dia anterior al de Corpus, s'interpretaven damunt de les roques, igual que els misteris. Això està documentat tant en textos com en gravats que es poden consultar a la Casa de les Roques (el 1435, els Jurats van decidir construir una casa per guardar-hi les roques, d'aquí el seu nom)
Les danses es fan al compàs de la música de tabalet i dolçaina, i es deuen als Gremis que participaven activament a les primeres èpoques d'aquesta festivitat, fins que l'activitat gremial va anar desapareixent de mica en mica i amb ella també algunes d'aquestes danses i la seua música. El que es conserva avui dia es deu sobretot a la tasca del Pare Mariano Baixauli, que va recopilar les danses que li van facilitar els dolçainers Pere, Vicent i Salvador Díaz, germans que pertanyien a una família tradicionalment dedicada a aquest instrument.
Per a la realització de les danses, els dansaires havien de vestir uns vestits concrets, que al segle XIX es guardaven a la mateixa Casa de les Roques.
Segons diferents autors el nombre de danses varia de cinc danses (en el cas de Felix Cebrián i Arazil) més els Momos i la Diablera, que podrien ser la Degolla; a set (cas de Vicent Boix a la seva feina “Relació de la Solemne Processó del Corpus que se celebra en aquesta ciutat any 1861”), més els Momos, Gegants i Cabuts (o Nans) En canvi, Antonio Ariño Villarrolla, a la seva feina de l'any 1865 sobre la Processó del Corpus, parla de cinc danses de nens: Els Grecs, Mariners, Hungars, Turcs, Jardiners; i dues de nenes: Pastores i Poloneses. I per acabar la dels cavallets, arribant així a ser 8 danses en total. Aquestes danses, segons Ariño, les componien vuit individus, bé nens o nenes i havien de complir una sèrie de requisits, entre ells el que havien de ser el contractista de la dansa el que proporcionés la música adequada per a aquestes danses, la qual era de tabal i dolçaina en pràcticament totes excepte la del cavallets que era de violins, baix i flauta.
Al llarg de la història de la celebració del Corpus a la ciutat de València (la primera celebració de Corpus a València va tenir lloc el 1355 sent bisbe Hug de Fenollet) hi ha hagut un gran nombre de danses que van formar part del seguici popular. Actualment s'han recuperat les danses següents: de la Moma, dels Nanos, de la Magrana, dels Arquets, dels Turcs, dels Llauradors, dels Pastorets i de les Vetes. Però antigament n'hi va haver d'altres més. D'aquestes antigues danses, n'hi va haver que es van mantenir vives fins als segles XVII i XVIII (això va passar amb danses com les anomenada "dansa dels toquejats", que havia de ser un tipus de dansa de paloteig), mentre que altres van tenir caràcter efímer, no sent recordades només pel seu nom, això va passar molt amb les anomenades dansetes, és a dir, danses infantils que entre els segles XVIII i XIX, van formar part del seguici de la Cavalcada del Convit, com eren les danses dels: irlandesos, catalans, amazones, aragonesos, moros i cristians, húngares, xinesos, àngels, grecs, mallorquins, jardiners, holandesos, mariners, murcians, gitanes, malteses, pelegrines, hússars...
Tot i la importància que les diverses danses que es realitzen tant a la Cavalcada del Convit, com a la Processó de Corpus, lel seu origen és profà, o potser és més correcte considerar-les d'origen popular. És el poble pla el que surt en aquests actes a ballar, malgrat no tenir ni coneixement ni entendre clarament els misteris eucarístics i religiosos que emmarquen la festivitat en què es dansa. Com en altres àmbits, l'Església sacralitza allò popular i profà i l'omple d'un sentit religiós, el que abans era una mera representació laica d'alegria i festeig. Aquests balls, ara carregats de significat, són vistosos i atrauen molta gent als actes en què es realitzen, cosa que fa que el nombre d'espectadors augmente. També s'aconsegueix amb la introducció d'aquests balls als actes del Corpus, la participació en ells de les diverses classes socials, aconseguint l'Església amb això l'objectiu d'una adoració conjunta del Santíssim Sagrament.
Amb el pas dels anys, els dansaires deixen de ser el poble planer, quedant les danses en mans de “mestres de ball”, que en darrer terme munten les coreografies perquè les duguin a terme balladors de les classes artesanes o treballadores en general. D'aquesta manera, es va mantenir la tradició fins a la guerra civil espanyola del 36.
Després del conflicte bèl·lic, amb la intenció de poder mantenir aquesta manifestació religiosa-popular, les danses van acabar representades per personal contractat, totalment aliè al significat de les mateixes, arribant fins i tot a desvirtualitzar-les, però no hi havia gent que realment tingués el gust de representar-les. Això és molt clar en danses com la dels Nanos. Altres van córrer pitjor sort, ja que es van quedar en l'oblit a excepció d'un petit grup de gent, cosa que va esdevenir amb la Dansa de la Moma o les Dansetes (nom com es coneixen les danses interpretades per nens), entre d'altres.
Aquestes danses van poder ser recuperades gràcies a la tasca del pare Baixauli, que es va dedicar a recopilar a finals del segle xix algunes d'aquestes danses oblidades com va passar amb la Dansa dels Turcs, la dels Pastorets o la dels Llauradors.
Tot això justifica els canvis i les variacions que tant les melodies com les danses han patit amb el pas dels anys. Aquestes variacions es poden veure en comparar les danses actuals amb les descripcions i melodies que se'n van recopilar fa al voltant d'un segle el pare Baixauli. Així, hi ha danses que gairebé no han canviat com passa amb la Dansa dels Nanos, d'altres, com la de la Moma que presenta grans diferències, malgrat que altres estudiosos com Manuel Arenas Andújar, presenten altres reculls amb un ordre i unes figures més semblants a les actuals de la dansa de la Moma.
Respecte la melodia, hi ha danses, com la dels Cavallets, que ha canviat considerablement respecte a la melodia més antiga, això, segons el pare Baixauli és perquè tant dolçainers com dansaires, es permetien la llibertat d'acomodar i fins i tot canviar melodies d'unes danses a altres, cosa que era possible per presentar totes elles la mateixa estructura formal i recolzar-se en una base rítmica idèntica.

### La recuperació de les danses
La recuperació de les danses del Corpus de València es va produir durant la transició política espanyola, dins del que es va denominar la “batalla de València”, que va acabar provocant una fractura política i social al País Valencià de difícil solució.
Així, la recuperació de les danses, que en part va venir de la mà de part dels integrants del Grup de Danses Alimara (que van ballar les danses interpretades per adults), va provocar problemes fins i tot dins del mateix grup, entre altres raons pel caràcter religiós dels actes en què es realitzen aquests balls.
En part per solucionar tota aquesta polèmica a la primavera de 1977 sorgeix la iniciativa des de l'Ajuntament de València d'encarregar-se de recuperar les danses de la festa de Corpus a través del Negociat de Fires i Festes. Aquesta recuperació de les danses va anar acompanyada d'una renovació de les figures o personatges bíblics que apareixien a la processó d'aquell mateix any 1977.
Per poder dur a terme aquesta recuperació es comptava amb els esquemes coreogràfics de les danses, els seus moviments i evolucions recollits en els treballs de Manuel Arenas Andújar, posseïdor de documentació abundant sobre la festa del Corpus de València. Així, al seu arxiu hi havia l'esquema complet de la Dansa de la Moma, tal com s'interpretava a principis de la dècada dels anys 40 del segle xx, segons informació aportada per part de Ramón Porta pare, mestre de ball que tenia el càrrec de l'ensenyament i la direcció de la Dansa de la Moma amb anterioritat a la guerra civil espanyola.
Per la seua banda, Manuel Jesús-María Baselga tenia un esquema coreogràfic de la dansa dels Nanos, el qual havia obtingut en col·laboració i amb l'ajuda del mestre de dolçaina Joan Blasco Ribera i altres testimonis d'antics dansaires.
Enrique Marzal, que treballava per a la Casa Insa, va poder informar de les evolucions de les danses dels Cavallets i de l'esquema de la Dansa de la Magrana, tenint en compte com s'interpretava a les darreres èpoques.
Respecte a les danses dels Arquets o dels Pastorets, es coneixien les versions interpretades per xiquetes en els darrers concursos de la Sección Femenina, que tenien lloc al Teatre Principal de València, Concha Ortega va poder col·laborar per recuperar alguna de les figures.
També va ser important la col·laboració aportada per Joan Blasco a l'àmbit musical, ja que aquest dolçainer coneixia i recordava el conjunt de les melodies pròpies de la festa del Corpus de València ciutat, gràcies als ensenyaments que va rebre del seu mestre de dolçaina, Sanfeliu.
Amb totes aquestes contribucions es va iniciar la recuperació de les danses desaparegudes, intentant aconseguir un resultat el més semblant possible a les danses originals, que no estaven presents a la memòria col·lectiva de la ciutat del Túria.
Un altre problema es plantejava a l'hora de trobar personal que interpretés aquestes danses. Hi ha unes danses que des del seu origen tenien un caràcter infantil, per la qual cosa els xiquets escolaritzats es convertien en la millor pedrera per trobar dansaires. És així com els alumnes dels centres on treballaven els mateixos participants en la recuperació de la festa (com era cas de Fermín Pardo, professor del Col·legi Públic Juan Esteve Muñoz de Albal), es van convertir en dansaires per al Corpus de València.
Només les danses de La Moma, La Magrana i Els Nanos estaven en mans de dansaires adults. Però la tasca de trobar dansaires adults era més àrdua, ja que encara que les danses populars eren interpretades per molt diferents grups, les de caràcter ritual o processional presentaven certes objeccions. Això va portar a Fermín Pardo (cantant i guitarrista, coordinador dels músics de la rondalla i dels altres cantants del grup Alimara) proposar al grup Alimara recuperar les danses del Corpus interpretant les danses d'adults els membres del grup. No es va aconseguir la col·laboració de tots els membres del grup, raó per la qual el 1977 la Dansa de la Magrana la van interpretar també nens.
Mentre tenia lloc la recuperació de les danses, als programes de la festa es produïen canvis com el trasllat de la cavalcada de la degolla o del Convit al matí de la processó de Corpus, recobrant a més el caràcter bulliciós i festiu en reaparèixer-hi les danses amb els colorits vestits i la música de tabalet i dolçaina recorrent els carrers del seguici. De vesprada, ja a la processó, només les danses interpretades per adults, que el 1977 només eren dues, es van dur a terme.
Des del 1977 fins al 1999, ambdós inclosos, la coordinació de dansaires i l'ensenyament de les danses va anar a càrrec de Fermín Pardo. A partir d'aquesta data van ser els encarregats d´aquesta tasca Juan Rodríguez i Arturo Torremocha. Actualment és l'Associació de Música i Balladors del Corpus (a la qual pertanyen tant Juan Rodríguez com Arturo Torremocha), la que vetlla per la conservació i la puresa d'aquestes danses.

## Vestimenta i complements de les danses
Un altre aspecte que cal tenir en compte és el que fa referència a la vestimenta dels dansaires i els seus complements. A la primera mostra de la recuperació de les danses la manca de temps i de pressupost va suposar un repte a la imaginació i bona voluntat de tots els implicats que van tractar de .realitzar les indumentàries i complements de forma voluntària i gratuïta i, al final, només es va haver de pagar per la feina d'unes modistes professionals que van confeccionar el vestit dels Momos
Molts dansaires porten complements durant els seus balls, així, els Llauradors porten panderetes, els Turcs porten unes espasetes, les xiquetes de la dansa dels Arquets porten uns arcs decorats amb flors fresques, els dansaires de la dansa dels Cavallets porten cavalls de cartró...

## Variacions de les melodies i dels esquemes de les danses
Un fet que va cridar l'atenció en fer aquest esforç de recuperació de les danses va ser comprovar que hi havia hagut un canvi en les melodies de les danses. Així, per exemple, la melodia pròpia de la dansa dels Cavallets (segons versió que Joan Blasco havia après del seu mestre) era diferent de la que apareixia a la documentació amb què es comptava (fonamentalment la recopilació duta a terme a principis del segle XX pel frare Marià Baixauli) com a melodia utilitzada a mitjans del mateix segle. La melodia de la dansa dels Cavallets era igual a la que anteriorment s'utilitzava com a melodia a la Dansa dels Pastorets. Així, es va decidir prendre la melodia que segons Baixauli era la típica de la dansa dels Cavallets i utilitzar-la per a la dansa dels pastorets, dansa de la qual, almenys Joan Blasco, no tenia idea de quina melodia tenia.
Altres danses de què es tenia coneixement (almenys de les partitures) per la documentació recollida pel pare Marià Baixauli i de la qual es coneixia certa coreografia per diversos dibuixos realitzats d'aquestes danses per la seva participació a la cavalcada de la Degolla ia la mateixa Processó del Corpus, eren per exemple, la dansa dels Llauradors (en què els dansaires estaven proveïts de panderetes), interpretada per 8 nens o joves, o la dels Turcs (amb dansaires proveïts d'espasetes), també interpretada per 8 nens o joves majors. Aquestes darreres danses es van recuperar cap a l'any 1985, sent interpretades per alumnes del Col·legi Públic Jaume I de València, on estava traslladat Fermín Pardo.

## Els intèrprets de les danses
Com ja hem dit anteriorment el 1977, any de la recuperació de les primeres danses a la festivitat del Corpus de la ciutat de València, els balls infantils els van dur a terme alumnes del Col·legi Públic Juan Esteve Muños de Albal. El 1985 les danses infantils les van interpretar els alumnes del Col·legi Públic Jaume I de València. Els anys 1998 i 1999, les danses infantils les van ballar els alumnes del Col·legi Públic Lucio Gil Fagoaga de Requena, en tots els casos centres on impartia classes Fermín Pardo.
A partir de l'any 2000, els dansaires infantils són xiquets d'alguns col·legis públics de la mateixa ciutat de València, instruïts per professorat dels mateixos centres o per instructors externs (com M. Carmen Pardo Conejero, neboda de Fermín Pardo), segons els casos.
Pel que fa als balls d'adults, els anys 1978 i 1979 van continuar representant-les membres del grup Alimara, arribant a representar les tres danses d'adults: La Moma, La Magrana i la dels Nanos. Més tard va sorgir l'interès per aquestes danses en altres agrupacions folklòriques de la ciutat que van donar relleu al grup inicial de balladors.
Totes aquestes danses vénen acompanyades de melodia de tabalet i dolçaina, gràcies a la documentació i el saber aportat pel dolçainer Joan Blasco, a qui va succeir el seu fill Francesc. Molts són els dolçainers i tabalerets que han interpretat les melodies d'aquestes danses gràcies als ensenyaments dels Blasco.

## Les danses del Corpus de València
Les principals danses de la Festivitat del Corpus Christi de la ciutat de València es divideixen en dos grans grups:

### Danses infantils o Dansets
Els balls infantils no van formar part dels actes de la festivitat del Corpus de València des del seu origen, sinó que es van incorporar durant la primera meitat del segle xviii, que se'ls va anomenar dansets de manera afectuosa per ser xiquets els dansaires. Aquestes danses s'intercalaven en el seguici processional.
Pastorets, Llaudadorets, Maltesos, Gitanetes, Pelegrines, Xiquetes amb arquets, entre altres danses infantils participaven amb els seus balls davant de les imatges de sants que els convents, parròquies, gremis i confraries portaven a les processons generals d'aquell temps. A la del Corpus interpretarien les seves danses als mateixos llocs i mantindrien el seu origen lligat a una iniciativa particular de comunitats religioses i associacions professionals fins als darrers anys del segle xviii.
Aquestes danses infantils van participar en les celebracions del Corpus de forma habitual durant el primer terç del segle xix, moment en què es comença a produir un declivi de la festa i de les manifestacions del folklore popular representat per aquestes danses.

#### Dansa dels Cavallets
Es creu que aquesta dansa s'inspira en les evolucions i adorns que es feien amb cavalls en algunes celebracions (com commemoracions i homenatges), a l'Edat Mitjana (la dansa s'interpretava ja el 1615). No és una dansa única de la festivitat del Corpus de València, sinó que es poden trobar danses dels Cavallets en moltes altres localitats tant del País Valencià, durant festes d'altres tipus, com exemple podem veure les interpretades a la ciutat de Castelló de la Plana, o en altres localitats de la comarca del Maestrat, com d'altres comunitats properes com Catalunya o les Illes Balears (Felanitx).
La interpreten vuit nens vestits de turcs o àrabs a lloms de cavallets de cartró simbolitzant que fins i tot els infidels donen testimoni d'adoració al Santíssim Sagrament.

#### Dansa dels Llauradors
Dansa interpretada per vuit nens o nenes, vestits de llauradors valencians i portant panderetes que fan sonar alhora que realitzen la seva dansa, que sol tenir un esquema de dues fileres de quatre executant figures i acabant amb una reverència.

#### Dansa del Turcs
És interpretada, novament, per vuit nens, abillats amb vestits que simulen ser turcs, i amb unes espasetes que fan xocar mentre executen els seus moviments. Es considera una típica dansa guerrera, que potser recorda les incursions dels pirates a les costes valencianes.

#### Dansa dels Arquets
Aquesta dansa coincideix amb la dansa que es coneixia antigament amb el nom de "poloneses", encara que al territori valencià el nom usual i popular ha estat sempre a de Dansa dels Arquets a causa del complement de l'arc floral que s'empra durant la dansa.
És una de les danses que més tardanament s'introdueix a la Cavalcada del Corpus, ja que es creu la seva participació data del 1846. Solen interpretar-la un grup de vuit nenes. Es creu que aquesta dansa simbolitza l'alegria dels llauradors per participar en les festes del Corpus.

#### Dansa dels Pastorets
Aquesta dansa està històricament associada al Misteri del rei Herodes, la interpreten vuit nens vestits de pastorets que porten un bastó que fan sonar rítmicament a les diferents figures. És una de les danses que més tardanament es va recuperar (no es va incorporar al seguici fins a l'any 2011)

#### Dansa de les Vetes
Es tracta d'una senzilla dansa de cintes però sense fer servir pal per trenar-se, sinó que agafada pels extrems per dos nens, ballen entrellaçant i desentrellaçant les cintes que sostenen per parelles. És un ball típic de Sueca. La interpreten vuit nens amb els tradicionals vestits de l'horta, amb espardenyes i el cridaner faixí vermell o verd.

### Danses d'adults

#### Dansa de la Moma
Es pot considerar la dansa amb més contingut simbòlic i la que té més sentit dins la festivitat del Corpus. És un ball en què participen la Virtut i els Set Pecats Capitals. La representen doncs vuit dansaires amb una indumentària plena de significat, així, la Virtut, coneguda com Moma, que és el personatge central de la dansa, va vestida tota de blanc, color que simbolitza la Gràcia, per la seva banda, els set pecats capitals, els anomenats “Momos”, porten un vestit en què predomina el negre i el vermell, símbol i representació de l'infern i del dimoni.

#### Dansa dels Nanos
Aquesta dansa és una de les primeres i més antigues de les que es van interpretar a la festivitat de Corpus de València. La interpretació és duta a terme per sis personatges, antigament tots homes, en l'actualitat ho interpreten tres parelles mixtes (home-dona), caracteritzats com a turcs, moros i negres, representació d'Àsia, Àfrica i Amèrica. Ballen al so de la dolçaina i el tabal.

#### Dansa de la Magrana
Aquesta dansa és una versió de la dansa amb cintes sobre pal, que es poden trobar a moltes localitats espanyoles per ser una dansa molt popular. Aquest tipus de danses s'inspiren en l'art de teixir, ja que consisteixen a entrellaçar unes cintes de colors donant lloc a un teixit que cobreix part d'un pal al voltant del qual es balla, de fet en algunes localitats on és típica, com passa a Forcall a la comarca de l'Alt Maestrat, se la coneix com a Dansa de Teixidors, ja que sempre són dones les que la interpreten.
Tot i ser una típica dansa de nens o nenes en molts llocs, a la festivitat de Corpus de València la interpreten sempre homes adults, excepte el primer any de la seva recuperació (1977), que per falta de ballarins adults, la van interpretar nens.

## Reconeixement a aquestes danses
L'any 1999 i amb motiu de l'exposició “La llum de les imatges” a la Catedral Metropolitana de València, es va fer un cicle de danses rituals i processionals típiques de les comarques centrals de València. La sessió del diumenge 18 d'abril del 1999 es va centrar en les danses d'adults del Corpus de València.
Més tard, l'any 2010, amb motiu de la declaració de la Processó de Corpus de la Ciutat de València com a Bé d'Interès Cultural Immaterial, l'Associació Cultural de Músics i Balladors de les Danses del Corpus a València va presentar una publicació sobre aquestes danses.

## Danses del Reial Col·legi Seminari del Corpus Christi de València
Dins dels actes de la festivitat del Corpus Christi a València cal fer esment dels que es duen a terme durant la Vuitena del Corpus, i entre ells destaca les Danses del Reial Col·legi Seminari del Corpus Christi de València. És coneguda també com a Dansa dels Seises, perquè són sis "infantillos" els que la realitzen en diferents llocs del recorregut de la processó de la Custòdia dins del Reial Col·legi Seminari del Corpus Christi de València, o Església del Patriarca com se la coneix popularment.
En aquesta institució Reial Col·legi Seminari del Corpus Christi de València) el sagrament de l'Eucaristia se celebra de forma especial cada dijous (dia que per antonomàsia s'utilitza per a l'exposició del Santíssim per coincidir el dia de la setmana en què se suposa es va instituir l'Eucaristia); i el dia de Corpus Christi i la seu vuitena (constituint la setmana entre el Dia de Corpus i la vuitena, la principal setmana festiva del col·legi).

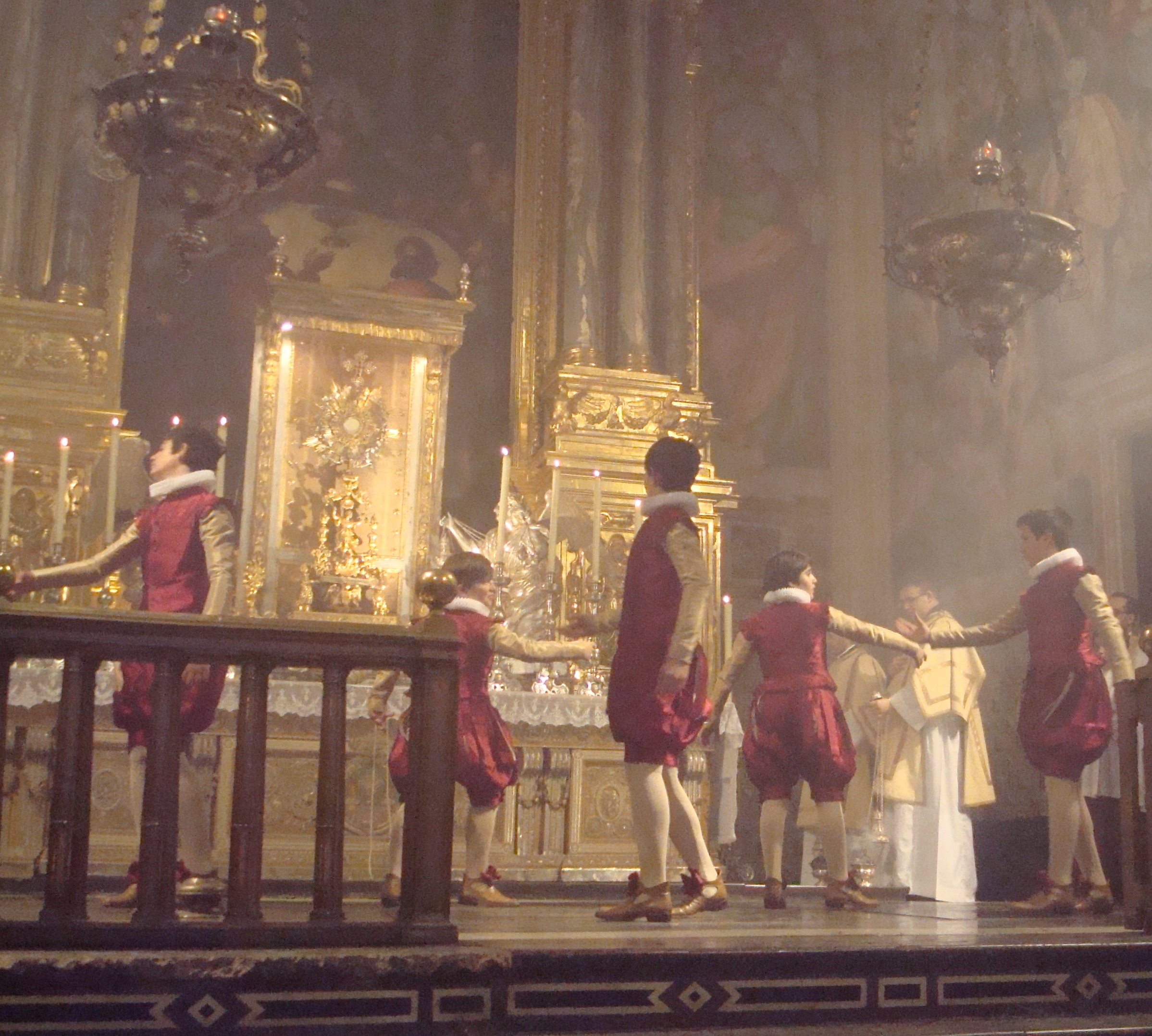
Dansa de l'Altar

Els dijous d'ordinari se celebren dues cerimònies instaurades pel patriarca i úniques al món, els rams i els lloats.
Dijous infraoctava és el dia principal del col·legi. I els actes durant aquest dia són molts i variats.

## Història
Aquestes danses tenen el seu origen en un concurs de danses que es va convocar el 1604, per al trasllat processional del Santíssim Sagrament des de la Catedral de València fins a l'Església del Patriarca. La música de les danses originals es va perdre amb el temps i fins a 1609 no es tindrà una nova música, la qual va ser encarregada per Joan de Ribera al seu mestre de capella Joan Baptista Comes amb la intenció que pogués ser ballada en la processó de la Vuitena del Corpus.
Els dansaires eren infantils que formaven part de la capella de música del Patriarca i rebien formació tant musical com de ball pels respectius mestres de cant i ball de la institució.
Aquestes danses es van deixar de fer el 1816 i no es van recuperar fins a l'any 2010, com a part dels preparatius de la celebració l'any 2011 dels 400 anys de la mort del Patriarca.
Aquesta dansa ha tingut moltes prohibicions i molts intents de recuperació al llarg de la seva història, de vegades a causa d'un mandat exprés del mateix Joan de Ribera, d'altres per considerar-se no ajustats als cànons litúrgics de l'Església Catòlica, o per restar solemnitat a l'acte religiós de la Vuitena.